# Vladana Vučinić
Vladana Vučinić (in cirillico: Владана Вучинић?), nota semplicemente come Vladana (Titograd, 18 luglio 1986) è una cantante montenegrina.
Ha rappresentato il Montenegro all'Eurovision Song Contest 2022 con il brano Breathe.

## Biografia
Vladana Vučinić ha studiato teoria musicale e canto lirico durante l'educazione primaria e secondaria, e si è laureata in Giornalismo all'Università del Montenegro. Ha fatto il suo debutto nel mondo dello spettacolo nel 2003 con la sua partecipazione al programma televisivo Intro karaokama e, più tardi, al Budva Mediterranean Festival con il brano Ostaćeš mi vječna ljubav.
Nel 2005 e nel 2006 ha partecipato a Montevizija, la pre-selezione montenegrina per Evropesma-Europjesma, il festival utilizzato per selezionare il brano della Serbia e Montenegro all'Eurovision Song Contest. Nella prima occasione non riuscì ad accedere alla finale nazionale con Samo moj nikad njen, mentre l'anno successivo ha cantato Željna in duetto con Bojana Nenezić e si è classificata 15ª a Evropesma-Europjesma. Nel 2006 ha inoltre proposto l'inedito Kao miris kokosa al festival Sunčane Skale. Il suo album di debutto, registrato in lingua inglese e intitolato Sinner City, è uscito nel 2010.
Nel gennaio 2022 l'emittente pubblica RTCG ha confermato di aver selezionato Vladana Vučinić e il suo inedito Breathe fra le 30 proposte ricevute per rappresentare il Montenegro all'Eurovision Song Contest 2022 a Torino. Nel maggio successivo Vladana si è esibita durante la seconda semifinale della manifestazione europea, dove si è piazzata al 17º posto su 18 partecipanti con 33 punti totalizzati, non riuscendo a qualificarsi per la finale.

## Discografia

### Album in studio
- 2010 – Sinner City

### Singoli
- 2003 – Ostaćeš mi vječna ljubav
- 2004 – Noć
- 2005 – Samo moj nikad njen
- 2006 – Željna (con Bojana Nenezić)
- 2006 – Kao miris kokosa
- 2006 – Kapije od zlata
- 2007 – Poljubac kao doručak
- 2010 – Sinner City
- 2022 – Breathe
- 2022 – Prevarena